# Cornelius Lentulus (Prätor)
Cornelius Lentulus war ein römischer Senator und Politiker in der zweiten Hälfte des 2. Jahrhunderts v. Chr.
Das Praenomen von Cornelius Lentulus ist unklar. Er gehörte dem Zweig der Lentulier der Familie der Cornelier an. Lentulus bekleidete wahrscheinlich im Jahr 136 v. Chr. das Amt des Prätors in der Provinz Sicilia. Hier wurde er während des ersten Sklavenkrieges von aufständischen Sklaven unter der Führung des Eunus geschlagen. Es ist unklar, ob er dabei getötet wurde. Sollte er nicht getötet worden sein, ist er möglicherweise mit dem Konsul des Jahres 130 v. Chr., Lucius Cornelius Lentulus, identisch.